# Regio Groningen-Assen

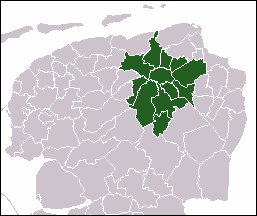
De oorspronkelijk deelnemende gemeenten aan de regiovisie Groningen-Assen

Regio Groningen-Assen is een samenwerkingsverband van overheden in de regio rond Groningen en Assen dat is opgericht in 1996. Per 1 januari 2023 zijn 7 gemeenten en 2 provincies deelnemer met gezamenlijk 548.673 inwoners (volgens het CBS). De regio ziet zichzelf als economische motor van Noord-Nederland.
De visie van Regio Groningen-Assen wordt Regiovisie genoemd. Dit is een ruimtelijke ontwikkelingsvisie voor de lange termijn, waarbij de provincies en gemeenten over hun bestuurlijke grenzen heen kijken en samenwerken om kansen te creëren voor goede ontwikkelingen in het regiogebied. Het gaat voornamelijk om kansen op goed werk, goed onderwijs, goede voorzieningen en op een goed betaalbare woning in een uitstekende woonomgeving. Het uitgangspunt van de regiovisie is dat de steden niet zonder de omliggende regio kunnen, maar de omliggende regio ook niet zonder de steden. 
Onderdeel van de samenwerking is een ov-netwerk genaamd Kolibri, tegenwoordig genaamd Q-link.

## Achtergrond
De Regiovisie Groningen-Assen is een regionale invulling van landelijke keuzes. Sinds de Tweede Wereldoorlog zijn er in Nederland meerdere nota's verschenen over de verwachte en gewenste ontwikkeling van het land. Daarbij verschoof het accent in de loop van de tijd sturing naar gewenste ontwikkeling. Die ontwikkeling kreeg een voorlopig einde met de Nota Ruimte waarmee de landelijke overheid haar regie min of meer opgaf.
In eerdere nota's, met name in de vierde nota ruimtelijke ordening, was het begrip stedelijk knooppunt geïntroduceerd. Groningen was daarbij in het Noorden als enige stedelijk knooppunt gedacht, hetgeen op forse tegenstand vanuit Friesland stuitte, dat aandacht vroeg voor de positie van Leeuwarden. Het Friese verzet leidde er uiteindelijk toe dat bij de definitieve vaststelling van de vierde nota een compromis werd gevonden door de stedelijke knooppunten onder te verdelen in internationale, nationale en regionale knooppunten. De keuzes die oorspronkelijk in de nota waren gemaakt werden daardoor flink verwaterd.
Het Friese verzet leidde in de provincie Groningen tot een herbezinning. In de oorspronkelijke plannen die de provincie had opgesteld na het verschijnen van de ontwerp vierde nota was uitgegaan van een regio die reikte tot in Friesland. Drachten zou zich aansluiten bij het Groningse knooppunt. De wens van de provincie Friesland om functies tussen Leeuwarden en Groningen te delen was voor Groningen uiteindelijk een struikelblok, waardoor de provincie koos voor samenwerking met alleen Drenthe.

## Deelnemers
Oorspronkelijk namen de provincies Drenthe en Groningen en 12 gemeenten deel aan het samenwerkingsverband. Na herindelingen in 2018 (Midden-Groningen) en 2019 (Groningen, Westerkwartier en Het Hogeland) zijn dit nog 7 gemeenten. Doordat de nieuwe gemeenten Midden-Groningen, Westerkwartier en Het Hogeland groter zijn dan het originele gebied van het samenwerkingsverband, nam het aantal inwoners per 1 januari 2018 en 2019 toe.
| Gemeente         | Aantal inwoners | Aantal inwoners | Aantal inwoners | Aantal inwoners | Aantal inwoners | Aantal inwoners | Aantal inwoners | Aantal inwoners |
| Gemeente         | 01-01-2016      | 01-01-2018      | 01-01-2019      | 01-01-2020      | 01-01-2021      | 01-01-2022      | 01-01-2023      | 01-01-2025      |
| ---------------- | --------------- | --------------- | --------------- | --------------- | --------------- | --------------- | --------------- | --------------- |
| Assen            | 67.061          | 67.708          | 67.970          | 68.606          | 68.833          | 68.954          | 69.450          | 70.395          |
| Groningen        | 201.200         | 202.810         | 231.354         | 232.922         | 233.218         | 234.977         | 238.179         | 244.807         |
| Het Hogeland     | n.v.t.          | n.v.t.          | 47.888          | 47.834          | 47.843          | 48.007          | 48.312          | 48.190          |
| Haren            | 19.076          | 19.860          | Opgeheven       | Opgeheven       | Opgeheven       | Opgeheven       | Opgeheven       | Opgeheven       |
| Midden-Groningen | n.v.t.          | 60.956          | 60.953          | 60.804          | 60.740          | 60.890          | 61.554          | 61.374          |
| Noordenveld      | 31.039          | 32.370          | 31.270          | 31.242          | 31.218          | 31.235          | 31.597          | 31.772          |
| Ten Boer         | 7.352           | 7.292           | Opgeheven       | Opgeheven       | Opgeheven       | Opgeheven       | Opgeheven       | Opgeheven       |
| Tynaarlo         | 32.804          | 33.462          | 33.695          | 33.879          | 33.974          | 34.195          | 34.624          | 35.013          |
| Westerkwartier   | n.v.t.          | n.v.t.          | 63.031          | 63.375          | 63.660          | 64.305          | 64.957          | 64.834          |
| Totaal           | 470.555         | 487.067         | 536.143         | 538.662         | 539.486         | 542.563         | 548.673         | 565.385         |

### Woningvoorraad
Het aantal woonruimten is in 2018 gestegen met 2.750 in de Regio Groningen-Assen.
In totaal waren er in de regio op 1 januari 2019 253.140 woningen.
Op 1 januari 2018 waren dit er 250.390.
(Bron CBS Statline)